# Titularbistum Nara
Nara ist ein Titularbistum der römisch-katholischen Kirche.
Es geht zurück auf ein spätantikes Bistum in der römischen Provinz Byzacena in der Sahelregion des heutigen Tunesien.
| Titularbischöfe von Nara |                             |                                                                                             |                  |                   |
| Nr.                      | Name                        | Amt                                                                                         | von              | bis               |
| 1                        | Raffaele Angelo Palazzi OFM | Apostolischer Koadjutorvikar von Changsha Apostolischer Vikar von Hengchow (Republik China) | 15. Juni 1928    | 11. April 1946    |
| 2                        | Patrick Joseph Dunne        | Weihbischof in Dublin (Irland)                                                              | 8. August 1946   | 16. März 1988     |
| 3                        | Nino Marzoli CR             | Weihbischof in La Paz (Bolivien)                                                            | 16. April 1988   | 24. Mai 2000      |
| 4                        | Jerome Listecki             | Weihbischof in Chicago (USA)                                                                | 7. November 2000 | 29. Dezember 2004 |
| 5                        | Jerzy Maculewicz OFMConv    | Apostolischer Administrator von Usbekistan (Usbekistan)                                     | 1. April 2005    |                   |